# Klintastaven

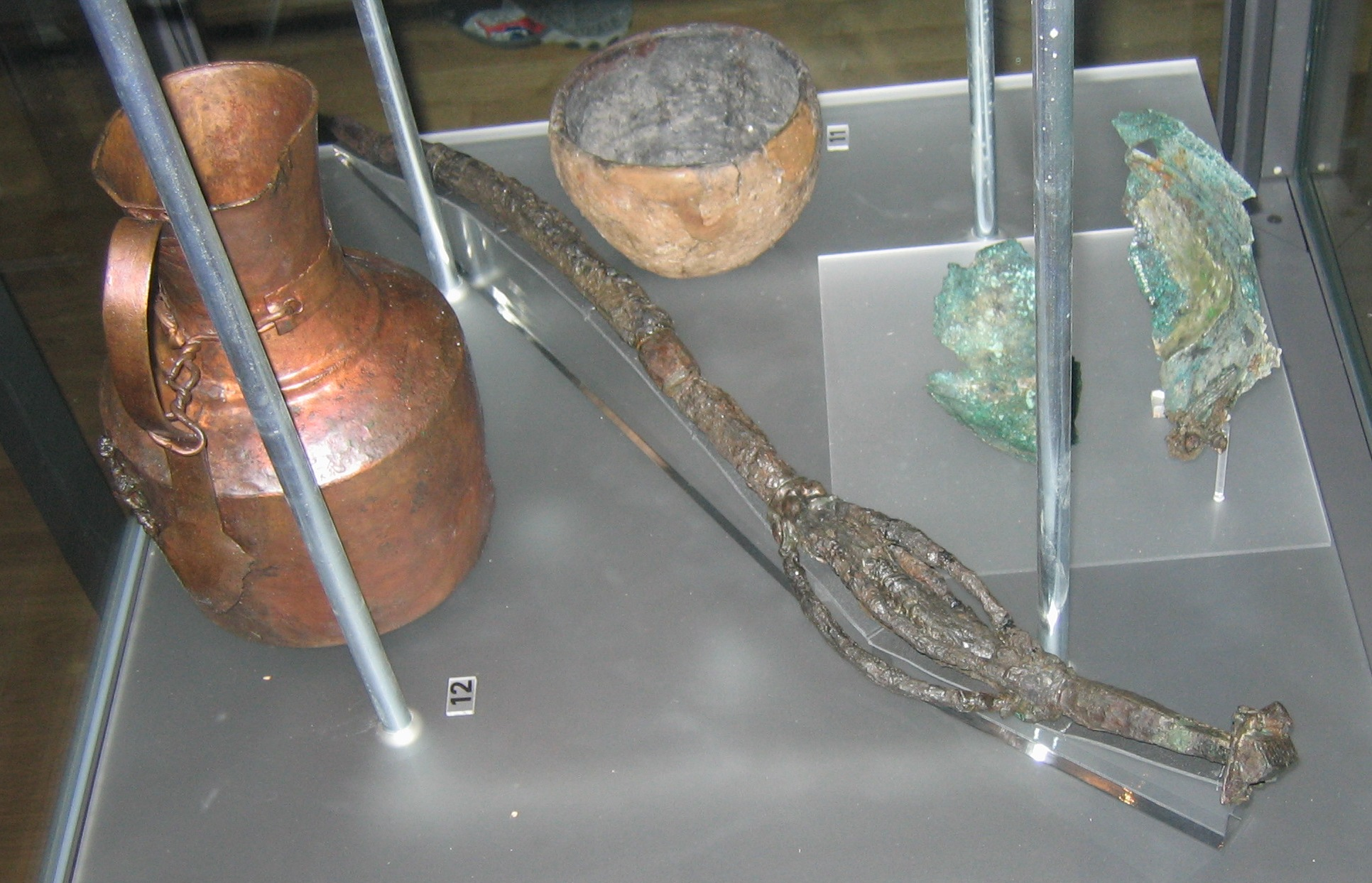
Klintastaven.

Klintastaven är ett arkeologiskt föremål som hittades 1957 under en utgrävning i Klinta i Köpings socken, Öland. Utgrävningen leddes av Karl Gustaf Pettersson. 
Staven dateras till vikingatiden och hittades i en grav med många andra föremål, bland annat ett arabiskt mynt av silver, två små bronsbleck med runor, en bronskanna från Orienten, ett bronsfat från Västeuropa, en yxa, en sax, en kniv och ett par ovala spännbucklor med en stor uppsättning pärlor. I graven fanns också en mängd brända djurben och även brända ben från ytterligare en person än den kvinna som anses vara gravens huvudperson. Graven var mycket rik. 
Klintastaven är av järn och ca 80 cm lång. Spetsen är avbruten så den har från början varit längre. Dess övre del består av en korgliknande del och på toppen finns ett litet hus med fyra små djur. "Korgen" förekommer på andra liknande, vikingatida stavar som har hittats i Sverige men huset och djuren är speciella för Klintastaven.
Stavar är ovanliga föremål men hittas främst i vikingatida kvinnogravar. Tidigare har de bland annat tolkats som stekspett. Idag anses de ha använts i den vikingatida sejden, som var en slags spådom som vissa kvinnor kunde utföra. Klintastaven har troligen tillhört en mycket mäktig kvinna på Öland som använt den i sejdande och maktutövning.
Klintastaven finns utställd i utställningen Vikingar på Historiska museet i Stockholm. Den har Historiska museets inventarienummer SHM 25840.